# Glacier d’Argentière

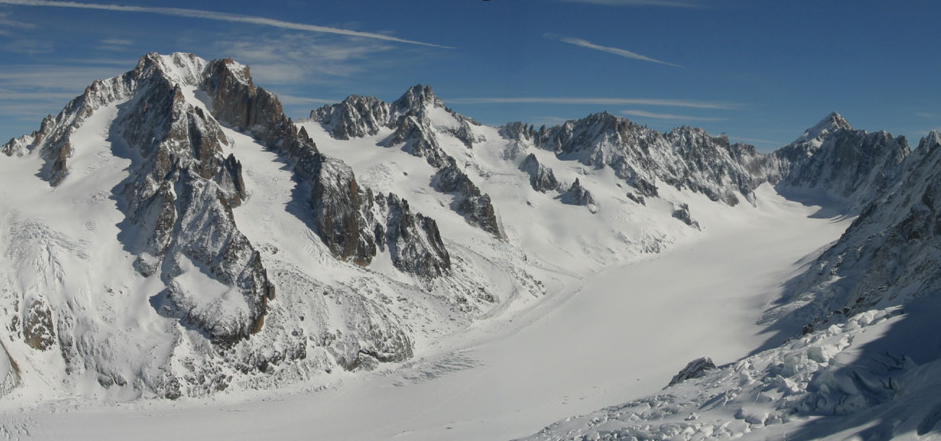
Der obere Teil des Glacier d’Argentière, links oben die Aiguille d’Argentière, im Anschluss der Tour Noir, recht der Mont Dolent, von der Aiguille des Grands Montets (Westen)

Der Glacier d’Argentière ist ein Talgletscher in der östlichen Mont-Blanc-Gruppe. Er liegt im französischen Département Haute-Savoie, südöstlich von Argentière.

## Geographie
Der Glacier d’Argentière nimmt seinen Ursprung in der Nordwestflanke des Mont Dolents und verläuft knapp zehn Kilometer nach Nordwesten Richtung Argentière. Dabei ist er beidseitig von zwei hohen Bergketten eingeschlossen, von deren steilen Flanken er gespeist wird. Orographisch links liegt die Kette Aiguille de Triolet – Les Courtes – Les Droites – Aiguille Verte, die mit  steilen vereisten Nordwänden auf den Glacier d’Argentière abfällt. Weiter nördlich schließt die Aiguille des Grands Montets an, deren Ostseite den Glacier des Rognons trägt, der in den Glacier d’Argentière fließt. Orographisch rechts des Glacier d’Argentière verläuft die Kette Aiguilles Rouges du Dolent – Tour Noir – Aiguille d’Argentière – Aiguille du Chardonnet, über welche die französisch-schweizerische Grenze verläuft. Die Südwesthänge dieser Kette tragen mehrere kleinere Gletscher, die in den Glacier d’Argentière fließen. Weiter talwärts auf etwa 2100 m bricht der Glacier d’Argentière ab und wird durch eine steile Felsstufe unterbrochen (siehe auch nebenstehendes Bild). Der letzte, vom Hauptgletscher vollständig getrennte Abschnitt reicht noch etwa bis 1600 m.

## Touristisches
Am orographisch rechten Rand des Glacier d’Argentière liegt auf 2771 m das Refuge d’Argentière (CAF). Die Hütte wird über den Gletscher erreicht und dient als Ausgangspunkt zahlreicher Bergtouren in der Umgebung.
Im Winter führt eine Etappe der Haute Route, eine bekannte Skiroute, über den Glacier d’Argentière.
Auf dem Gipfel der Aiguille des Grands Montets befindet sich eine Seilbahnstation des Skigebiets Grands Montets, von der eine Piste über den Glacier des Rognons, am Rande des Glacier d’Argentière nach Argentière führt.